# Schaumplatte

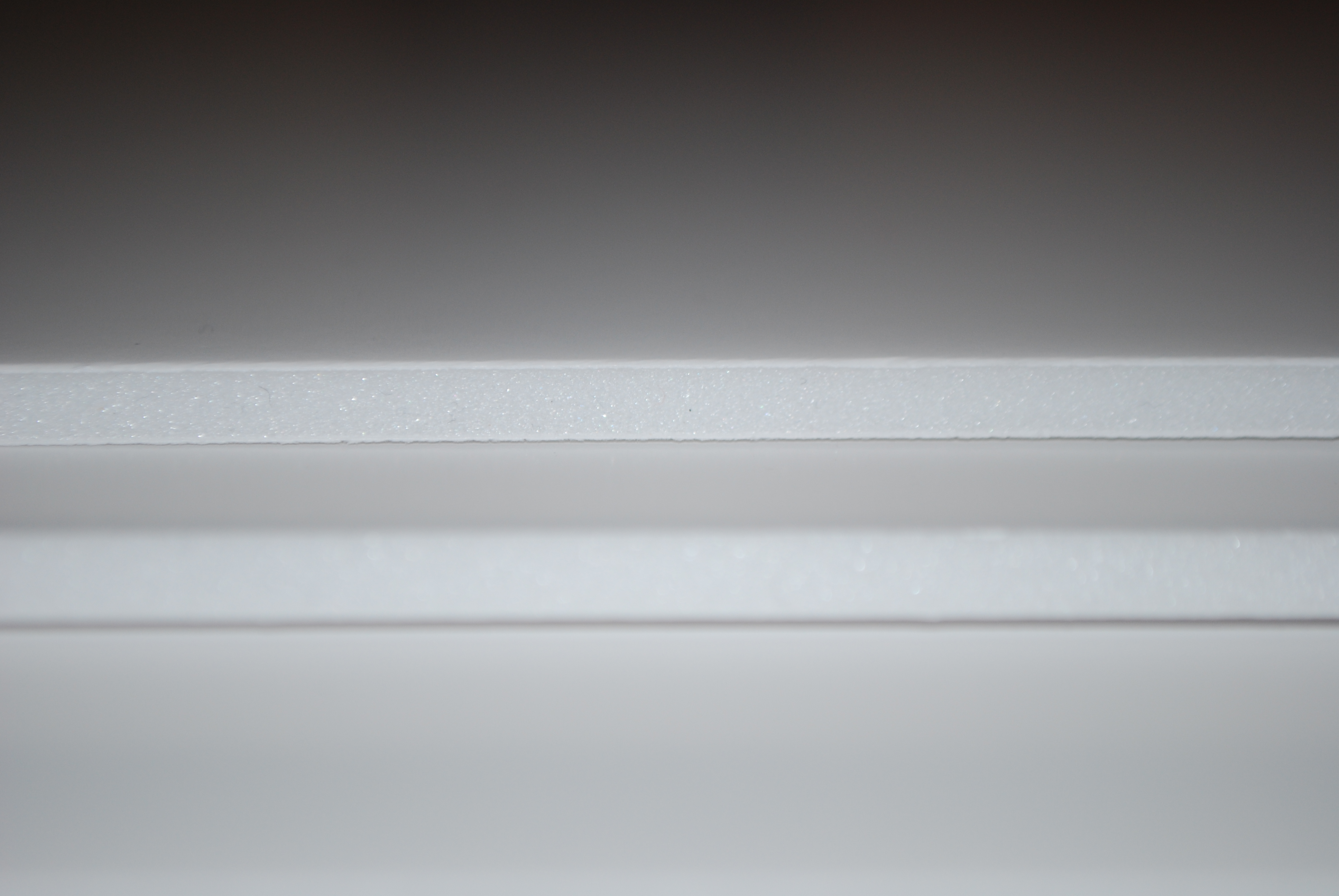
Schaumplatte

Eine Schaumplatte ist eine Platte, die aus einem verfestigten Schaum (meistens Polyvinylchlorid, Polystyrol oder Polyurethan) besteht. Solche Platten zeichnen sich durch eine hohe Festigkeit bei geringem Gewicht und gute Dämmeigenschaften aus.
Einsatzgebiete von Schaumplatten sind das Bauwesen (Wärmedämmung) sowie der Messe- und Ladenbau (als Trennwand oder Bildträger), teilweise auch mit einer Deckschicht aus Karton.

## Plattenarten
Man unterscheidet Hartschaumplatten und Leichtschaumplatten (gelegentlich auch als Hartstoffplatten und Weichstoffplatten bezeichnet). Hartschaumplatten sind in ihrer Struktur wesentlich dichter und daher unempfindlicher gegen Feuchtigkeit und Stöße, so dass sie primär im Außenbereich oder in feuchter Umgebung angewendet werden. Leichtschaumplatten werden hauptsächlich bei kurzfristigen Einsätzen auf Messen und für Präsentationen genutzt. Gelegentlich werden auch Hartschaumplatten aufgrund ihres geringen Gewichtes als Leichtschaumplatte bzw. Leichtstoffplatte bezeichnet. Schaumplatten im Messe- und Ladenbau haben vorwiegend Dicken bzw. Stärken von 1, 3, 5 oder 10 mm. Im Bauwesen sind Wärmedämmungen aus EPS-Hartschaum bis 400 mm lieferbar.

## Markennamen
Bekannte Markennamen von Schaumplatten sind Styropor®, Styrodur®, Neopor®, Forex®, Kapa®, Depron und Trovitex.

## Schaum-Arten

### Polyvinylchlorid
Polyvinylchlorid-/PVC-Schaum wird in der Faserverbundtechnologie als Sandwichwerkstoff verwendet. Anwendungsgebiete sind Sportboote, Rotorblätter für Windkraftanlagen und der Waggonbau. Geschäumtes PVC in Plattenform (Coplast, Forex, Vikupor, Simopor, Kömatex, Vekaplan) wird als Trägermaterial für Werbemedien, wie ausgeplottete Schriftzüge, Bilder und Grafiken verwendet, vor allem wegen des geringen Gewichts und der einfachen Verarbeitung.

### Polystyrol
Polystyrol-Schaum dient der Wärmedämmung von Gebäuden. Aufgrund der geringen Feuchtigkeitsaufnahme ist auch die Verwendbarkeit als Perimeterdämmung und im Umkehrdach gegeben.
Bekannte Handelsnamen: Austrotherm (Österreich), Hungarocell (Ungarn), Floormate, Jackodur, Lustron, Roofmate, Styropor, Styrodur, Styrofoam (USA), Sagex (Schweiz) und Telgopor (spanischsprachige Länder).

### Polyurethan
Polyurethan-Schaum wird verwendet als Bau-Montagekleber, harte Wärmedämmung, und vieles mehr.

### Polyisocyanurate
Polyisocyanurate sind dem Polyurethan verwandte Kunststoffe, die insbesondere für Hartschaumplatten in der Wärmedämmung eingesetzt werden. Sie zeichnen sich durch höhere Brandfestigkeit als Polyurethan aus, sind aber dennoch bei hohen Temperaturen brennbar.